# Sather Classical Lectures
Die Sather Classical Lectures sind eine wissenschaftliche Publikationsreihe, die seit 1921 bei der University of California Press erscheint. Den Bänden der Reihe liegen Vorlesungen der Sather Professors an der University of California, Berkeley zugrunde.

## Liste der Bände
| Nr. | Autor                         | Titel                                                                                  | Jahr | Bemerkungen                                                                                                   |
| --- | ----------------------------- | -------------------------------------------------------------------------------------- | ---- | --- |
| 1   | John A. Scott                 | The Unity of Homer                                                                     | 1921 | |
| 2   | Herbert Weir Smyth            | Aeschylean Tragedy                                                                     | 1924 | Nachdrucke 1966, 1969                                                                                         |
| 3   | Terrot R. Glover              | Herodotus                                                                              | 1924 | Nachdruck 1969                                                                                                |
| 4   | Duane Reed Stuart             | Epochs of Greek and Roman Biography                                                    | 1925 | Nachdrucke 1928, 1967                                                                                         |
| 5   | John Burnet                   | Platonism                                                                              | 1928 | Nachdruck 1983                                                                                                |
| 6   | John Linton Myres             | Who Were the Greeks?                                                                   | 1930 | Nachdruck 1967                                                                                                |
| 7   | Tenney Frank                  | Life and Literature in the Roman Republic                                              | 1930 | Nachdrucke 1957, 1971                                                                                         |
| 8   | Martin Persson Nilsson        | The Mycenaean Origin of Greek Mythology                                                | 1932 | Nachdruck 1933, 1963                                                                                          |
| 9   | Arthur Leslie Wheeler         | Catullus and the Traditions of Ancient Poetry                                          | 1934 | Nachdruck 1974                                                                                                |
| 10  | Cyril Bailey                  | Phases in the Religion of Ancient Rome                                                 | 1932 | Nachdrucke 1972, 1981                                                                                         |
| 11  | Robert J. Bonner              | Aspects of Athenian Democracy                                                          | 1933 | Nachdruck 1967                                                                                                |
| 12  | John Wight Duff               | Roman Satire: Its Outlook on Social Life                                               | 1936 | Nachdrucke 1937, 1964                                                                                         |
| 13  | Werner Jaeger                 | Demosthenes: the Origin and Growth of his Policy                                       | 1938 | |
| 14  | Paul Shorey                   | Platonism Ancient and Modern                                                           | 1938 | |
| 15  | Samuel Eliot Bassett          | The Poetry of Homer                                                                    | 1938 | Neuausgabe 2003                                                                                               |
| 16  | Herbert Jennings Rose         | The Eclogues of Vergil                                                                 | 1942 | |
| 17  | Axel W. Persson               | The Religion of Greece in Prehistoric Times                                            | 1942 | |
| 18  | Hermann Fränkel               | Ovid: a Poet between Two Worlds                                                        | 1945 | Deutsche Übersetzung: Ovid – ein Dichter zwischen zwei Welten. Darmstadt 1970                                 |
| 19  | Gilbert Norwood               | Pindar                                                                                 | 1945 | Nachdruck 1956                                                                                                |
| 20  | Rhys Carpenter                | Folk Tale, Fiction and Saga in the Homeric Epic                                        | 1946 | Nachdruck 1974                                                                                                |
| 21  | Max L. W. Laistner            | The Greater Roman Historians                                                           | 1947 | Nachdruck 1971                                                                                                |
| 22  | Lily Ross Taylor              | Party Politics in the Age of Caesar                                                    | 1949 | |
| 23  | Levi Arnold Post              | From Homer to Menander: forces in Greek poetic fiction                                 | 1951 | |
| 24  | John D. Beazley               | The Development of Attic Black-Figure                                                  | 1951 | überarbeitete Neuausgabe 1981                                                                                 |
| 25  | Eric Robertson Dodds          | The Greeks and the Irrational                                                          | 1951 | bis 2004 zwölfmal nachgedruckt; deutsche Übersetzung: Die Griechen und das Irrationale. Darmstadt 1970, ²1991 |
| 26  | André-Jean Festugière         | Personal Religion among the Greeks                                                     | 1954 | |
| 27  | Arnold Wycombe Gomme          | The Greek Attitude to Poetry and History                                               | 1954 | |
| 28  | Jakob Larsen                  | Representative Government in Greek and Roman History                                   | 1955 | |
| 29  | Joshua Whatmough              | Poetic, Scientific and Other Forms of Discourse                                        | 1956 | |
| 30  | Frank E. Adcock               | The Greek and Macedonian Art of War                                                    | 1957 | |
| 31  | Denys Lionel Page             | History and the Homeric Iliad                                                          | 1959 | neun Nachdrucke bis 1976                                                                                      |
| 32  | Benjamin Dean Meritt          | The Athenian year                                                                      | 1961 | |
| 33  | Ronald Syme                   | Sallust                                                                                | 1964 | deutsche Übersetzung von Udo W. Scholz, Darmstadt 1975                                                        |
| 34  | Bruno Snell                   | Scenes from Greek Drama                                                                | 1964 | |
| 35  | Bernard MacGregor Walker Knox | The Heroic Temper: Studies in Sophoclean Tragedy                                       | 1964 | |
| 36  | Humphrey Davy Findley Kitto   | Poiesis: Structure and Thought                                                         | 1966 | |
| 37  | Ben Edwin Perry               | The Ancient Romances. A Literary-Historical Account of Their Origins                   | 1967 | |
| 38  | William Bedell Stanford       | The Sound of Greek: Studies in the Greek Theory and Practice of Euphony                | 1967 | |
| 39  | Kenneth Dover                 | Lysias and the Corpus Lysiacum                                                         | 1968 | |
| 40  | Geoffrey Kirk                 | Myth: Its Meanings and Functions in Ancient and Other Cultures                         | 1970 | |
| 41  | Hugh Lloyd-Jones              | The Justice of Zeus                                                                    | 1971 | |
| 42  | Frank W. Walbank              | Polybius                                                                               | 1972 | |
| 43  | Moses I. Finley               | The Ancient Economy                                                                    | 1971 | Zweite Auflage London 1985                                                                                    |
| 44  | Edward J. Kenney              | The Classical Text. Aspects of Editing in the Age of the Printed Book                  | 1974 | |
| 45  | Gordon Willis Williams        | Change and Decline. Roman Literature in the Early Empire                               | 1978 | |
| 46  | Emily Vermeule                | Aspects of Death in Early Greek Art and Poetry                                         | 1979 | |
| 47  | Walter Burkert                | Structure and History in Greek Mythology and Ritual                                    | 1979 | |
| 48  | Albrecht Dihle                | The Theory of Will in Classical Antiquity                                              | 1982 | |
| 49  | C. John Herington             | Poetry into Drama. Early Tragedy and the Greek Poetic Tradition                        | 1985 | |
| 50  | Christian Habicht             | Pausanias’ Guide to Ancient Greece                                                     | 1985 | deutsche Übersetzung: Pausanias und seine Beschreibung Griechenlands. München 1985                            |
| 51  | Wendell Vernon Clausen        | Virgil’s Aeneid and the Tradition of Hellenistic Poetry                                | 1987 | |
| 52  | Geoffrey Lloyd                | The Revolutions of Wisdom: Studies in the Claims and Practice of Ancient Greek Science | 1987 | |
| 53  | Anthony Snodgrass             | An Archaeology of Greece. The Present and Future Scope of a Discipline                 | 1988 | |
| 54  | Arnaldo Momigliano            | The Classical Foundations of Modern Historiography                                     | 1990 | |
| 55  | Averil Cameron                | Christianity and the Rhetoric of Empire: The Development of Christian Discourse        | 1991 | |
| 56  | Emilio Gabba                  | Dionysius and The History of Archaic Rome                                              | 1991 | |
| 57  | Bernard Williams              | Shame and Necessity                                                                    | 1993 | |
| 58  | Glen Bowersock                | Fiction as History. Nero to Julian                                                     | 1994 | |
| 59  | Paul Zanker                   | The Mask of Socrates. The Image of the Intellectual in Antiquity                       | 1995 | |
| 60  | Gian Biagio Conte             | The Hidden Author: An Interpretation of Petronius’ Satyricon                           | 1996 | |
| 61  | Alexander Nehamas             | The Art of Living: Socratic Reflections from Plato to Foucault                         | 1998 | |
| 62  | Anne Pippin Burnett           | Revenge in Attic and Later Tragedy                                                     | 1998 | |
| 63  | Brunilde Sismondo Ridgway     | Prayers in Stone: Greek Architectural Sculpture (c. 600–100 B.C.E.)                    | 1999 | |
| 64  | Fergus Millar                 | A Greek Roman Empire: Power and Belief under Theodosius II (408–450)                   | 2006 | |
| 65  | Denis Feeney                  | Caesar’s Calendar: Ancient Time and the Beginnings of History                          | 2007 | |
| 66  | David Sedley                  | Creationism and Its Critics in Antiquity                                               | 2008 | |
| 67  | Gregory Nagy                  | Homer the Preclassic                                                                   | 2011 | |
| 68  | Michael Frede                 | A Free Will: Origins of the Notion in Ancient Thought                                  | 2011 | |
| 69  | Roger S. Bagnall              | Everyday Writing in the Graeco-Roman East                                              | 2011 | Paperback 2012                                                                                                |
| 70  | Helene P. Foley               | Reimagining Greek Tragedy on the American Stage                                        | 2012 | |
| 71  | Mary Beard                    | Reimagining Greek Tragedy on the American Stage                                        | 2015 | |
| 72  | Robert Parker                 | Greek Gods Abroad: Names, Natures, and Transformations                                 | 2017 | |
| 73  | Tonio Hölscher                | Visual Power in Ancient Greece and Rome                                                | 2018 | |